# 25778 Csere
25778 Csere (2000 CQ34) là một tiểu hành tinh nằm phía ngoài của vành đai chính được phát hiện ngày 4 tháng 2 năm 2000 bởi P. Kušnirák ở Đài thiên văn Ondřejov.